# Lacul Kossou

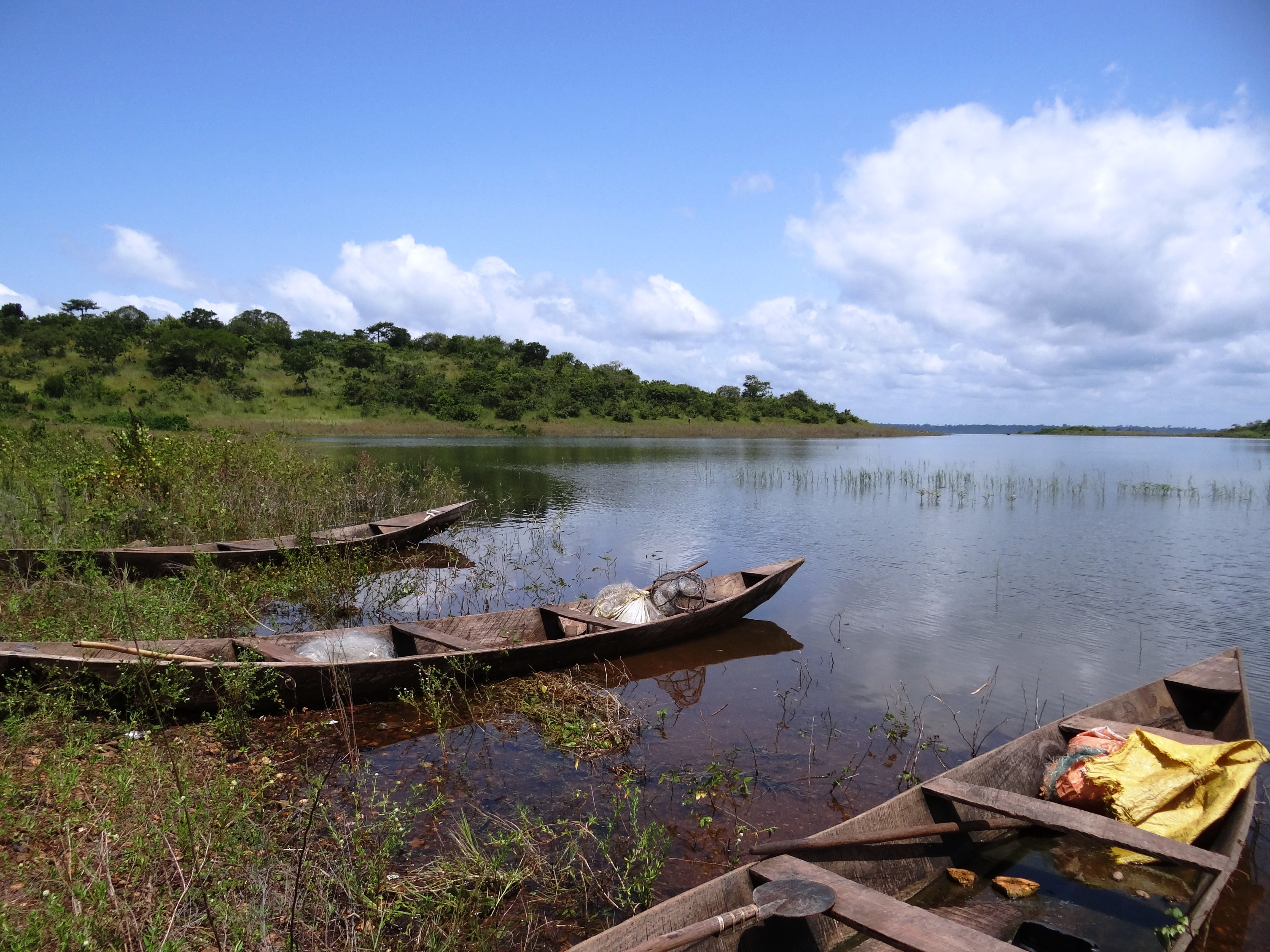
Lacul Kossou

Koussou este cel mai mare lac din Coasta de Fildeș. Este localizat în centrul țării pe Râul Bandama. A fost creat în anul 1973, odata cu construcția barajului Koussou din apropierea orașului omonim. 